# Hondurese amazilia
De Hondurese amazilia (Amazilia luciae) is een vogel uit de familie van de kolibries (Trochilidae). Deze kolibrie werd in 1867 door de Amerikaanse vogelkundige  George Newbold Lawrence geldig beschreven en vernoemd naar de dochter van zijn vriend Lucy Brewer. De vogel is endemisch in Honduras en wordt bedreigd in zijn voortbestaan door vernietiging van het leefgebied.

## Kenmerken
De Hondurese amazilia is een kolibrie die 9 tot 10 centimeter lang is. Het mannetje heeft een goudgroene bovenzijde en een middelgrote rechte snavel, waarvan de bovensnavel zwart en de ondersnavel roodachtig is. De borst en keel zijn glimmend turkoois tot blauwgroen. De flanken zijn groen en het midden van de buik grauw. Bij de vrouwtjes is de keel grauwer en is de turkooiskleuring zwakker. Onvolwassen vogels lijken op de vrouwtjes.

## Verspreiding en leefgebied
De soort komt voor in het binnenland van Honduras in een gebied met dalen met een droog klimaat. Rond 2008 waren er vier locaties in het land waar deze kolibrie nog voorkwam. Het leefgebied is droog terrein dat bedekt is met loofbos en doornig struikgewas op een hoogte van 75 tot 1220 meter boven zeeniveau.Ook als dit type landschap begraasd wordt en ondergroei en bloemplanten schaars zijn, komt deze kolibrie er nog voor.

## Status
De soort heeft een klein verspreidingsgebied en daardoor is de kans op uitsterven aanwezig. De grootte van de wereldpopulatie werd rond 2016 geschat op 250 tot 1000 volwassen individuen. De Hondurese amazilia  gaat in aantal achteruit. Het leefgebied wordt steeds meer gebruikt voor intensieve begrazing of het bos wordt gekapt en omgezet in productiebos of gebruikt voor rijstbouw. Om deze redenen staat deze kolibrie als bedreigd op de Rode Lijst van de IUCN.